# Dødens Triumf
Dødens Triumf er en dansk ballet fra 1971 med koreografi af Flemming Flindt og musik af Thomas Koppel indspillet af Savage Rose. Libretto af Flemming Flindt, efter Eugène Ionescos skuespil Jeux de massacre.
Balletten blev uropført af Den Kongelige Ballet, først som tv-udsendelse på DR i 1971, dernæst som forestilling på Det Kongelige Teater i 1972. Hovedrollen blev danset af Vivi Flindt, og Flemming Flindt medvirkede.
Balletten vakte stor opsigt, dels pga. dens opsigtsvækkende nøgendans, dels pga. den iørefaldende musik med The Savage Rose, der blev udgivet på plade. 

## Jeux de massacre
Ionesco arbejdede på stykket i fyrre år, under forskellige titler, såsom "Pesten", "Epidemien i byen" og "Dødens triumf". Den endelige titel, Jeux de massacre, er navnet på et spil som plejer at findes på markedspladser og i tivoli. Spillet går ud på at ramme og vælte bevægelige dukker. De fleste af Ionessco’s stykker bygger på hans egne ideer og materiale. Til dette stykke har han dog hentet sit stof fra Daniel Defoes bog "Pestens år" fra 1722, en veldokumenteret beskrivelse af en pestepidemi i London 1665.  
Stykket havde premiere den 11. september 1970 på Théâtre Montparnasse med instruktion af Jorge Lavelli.  

## Resume
En mærkelig og ukendt epidemi rammer en lille, almindelig by. Alle dør eller er bange for at dø. Fra da af skilles alle samfundsklasser og undgår hinanden af frygt for smitte.  

## Opsætninger
- 1971 DR
- 1972 Det kgl. Teater
- 1979 Cirkusbygningen
- 1994 Det kgl. Teater
- 2002 Østre Gasværk
- 2025 Læsø Kunstfestival

## Opbygning[1]
- Byen vågner
- Nattemøde og flugt
- Det isolerede hus
- Selvudslettelse
- Fængslet
- Forberedelse til dans
- Det hemmelige bal
- Soldaterexercits
- De to gamle
- Alderdommen
- Dødens by
- Modebutikken
- Branden